# Porqueras
Porqueras (oficialmente en catalán: Porqueres) es un municipio español de la provincia de Gerona, Cataluña, situado en la comarca del Pla de l'Estany, junto al lago de Bañolas, en la orilla opuesta al municipio de este nombre. Hay también los siguientes núcleos: Miànegues, Les Pedreres, Porqueres, Pujarnol, Usall, Merlant y Mata.

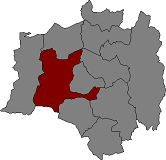
Localización de Porqueras en la comarca del Pla de l'Estany

## Historia
Hacia mediados del siglo XIX, Porqueras tenía contabilizada una población de 204 habitantes y ya era cabeza de un ayuntamiento que incluía en su término los lugares de Alcals, Furmiga, Mata, Marlant, Miànegues, Pujarnol y Usall. Aparece descrito en el decimotercer volumen del Diccionario geográfico-estadístico-histórico de España y sus posesiones de Ultramar de Pascual Madoz con las siguientes palabras:

PORQUERAS: l. cab. de ayunt. qeu forma con Alcals, Furmiga, Mata, Marlant, Miánegas, Pujarnol y Usall, en la prov., part. jud. de Gerona (3 1/4 leg.), aud. terr. y c. g. de Barcelona. sit. en un hermoso, pero estrecho llano, que se estiende de S. á N., á lo largo del lado occidental de la famosa laguna de Bañolas; goza de buena ventilacion y clima templado y sano; las enfermedades comunes, son fiebres intermitentes. Tiene 150 casas, y 1 igl. parr. (Sta. Maria), de la que es aneja la felig. de S. Mauricio Descals, y 1 capilla dedicada á S. Bartolomé; se halla servida por 1 cura de ingreso, de provision real y ordinaria, 1 vicario y 1 beneficiado de patronato laico. El térm. confina N. Marlant; E. Fontasberta; S. laguna de Bañolas, y O. Miánegas, estendiéndose 1/2 leg. de N. á S., y 1 1/4 de E. á O.; á 1/4 de leg. al S. de la parr. hay un sitio llamado las Estunas, en donde se cree esplotó un terremoto; todo su interior es peña muy maciza, pero toda rajada, y con tales grietas, que las hay de 2 y 3 pies de ancho y de mucha profundidad. A pooa dist. de las Estunas, brota una fuente de agua mineral que lleva gran cantidad de azufre y salitre. El terreno es llano, de regadío por las aguas de la mencionada laguna, en parte pantano y en parta tan flojo, que en algunos parages se hunde, y queda hecho un pequeño, pero muy profundo lago. Ademas de los caminos locales, cruza el térm. la carretera de Gerona á Besalú, y se halla en mal estado. El correo se recibe de Bañolas ó de Gerona. prod.: trigo, legumbres y cáñamo, y cria poco ganado lanar. pobl.: 39 vec., 204 alm. cap. prod.: 2.144,800. imp.: 53,620.
(Madoz, 1849, p. 157)

## Demografía
Porqueras cuenta con una población de 4804 habitantes (INE 2024).
| Gráfica de evolución demográfica de Porqueras entre 1842 y 2021 |
| |
| Población de derecho según los censos de población del INE Población de hecho según los censos de población del INEEn estos censos se denominaba Porqueras: 1842, 1857, 1860, 1877, 1887, 1897, 1900, 1910, 1920, 1930, 1940, 1950, 1960, 1970 y 1981 Entre el censo de 1857 y el anterior, crece el término del municipio porque incorpora a Marlant, Mata, Pujarnol, Usall |

## Monumentos y lugares de interés
- Iglesia parroquial de Santa María. Templo románico del siglo XII. Declarada bien de interés cultural desde el 3 de junio de 1931.